# Jerzy Sas Jaworski

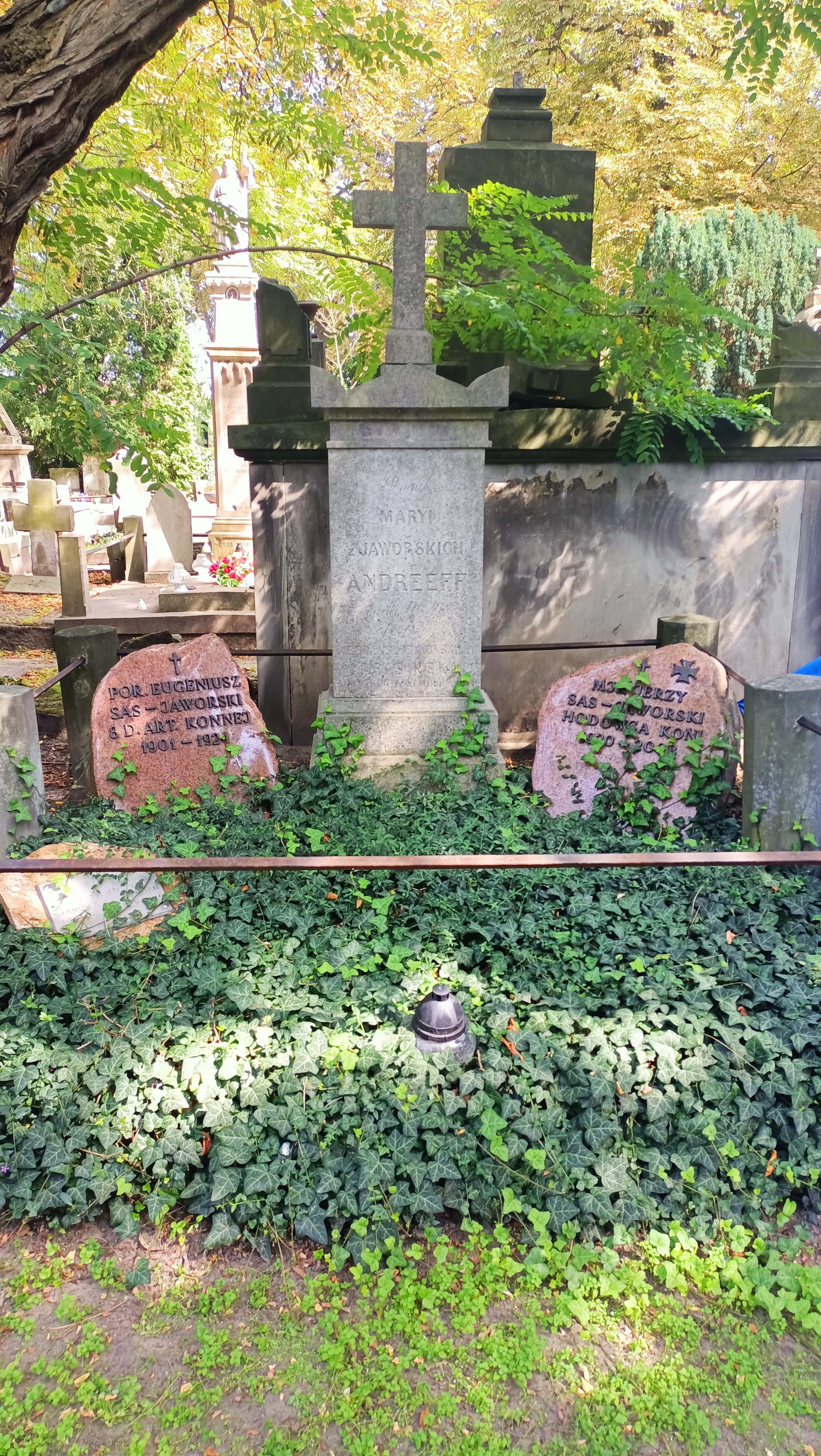
Grób Jerzego Sasa-Jaworskiego na Cmentarzu Powązkowskim w Warszawie

Jerzy Sas-Jaworski (ur. 5 stycznia 1920 roku we Włodzimierzu Wołyńskim, zm. 25 grudnia 2008 roku w Kozienicach) – major kawalerii Wojska Polskiego, hodowca koni, wieloletni Dyrektor Stadniny Kozience, działacz Polskiego Związku Jeździeckiego (PZJ) i Warszawskiego Okręgowego Związku Jeździeckiego (WOZJ).

## Okres wojenny
Od dziecka był związany z końmi. W 1939 po zdaniu matury w Zamościu wstąpił do Szkoły Podchorążych Kawalerii w Grudziądzu. W kampanii wrześniowej w składzie 22 pułku Ułanów Podkarpackich (Armia „Łódź”) uczestniczył w walkach nad Bzurą i w obronie stolicy, kończąc szlak bojowy nad Sanem. Podczas okupacji hitlerowskiej działał w AK na ziemi szczebrzeszyńskiej. W 1944 wstąpił do 1 Armii WP w 3 Pomorskiej Dywizji Piechoty im. R. Traugutta. Dowodził plutonem zwiadu konnego 7 pułku piechoty, z którym przeszedł szlak bojowy przez Wał Pomorski, Kołobrzeg i Berlin. Za zasługi wojenne odznaczony został Srebrnym Krzyżem Virtuti Militari. Po wojnie służył w 1 Pułku Ułanów I Warszawskiej Dywizji Kawalerii, czynnie uprawiał jeździectwo i uczestniczył w 1945 r. w zawodach w Sławnie i Koszalinie, a później w Garwolinie.

## Okres powojenny
Po rozwiązaniu kawalerii w Wojsku Polskim w roku 1947 został zdemobilizowany. W latach 1947-1949 był kierownikiem źrebięciarni KBW Komorowo koło Reska na Pomorzu Zachodnim. W latach 1949-1951 pełnił stanowisko zastępcy dyrektora Państwowej Stadniny Koni w Mosznej, a następnie w latach 1951-1991 był dyrektorem PSK Kozienice (początkowo od 1951 roku jako kierownik stadniny, a od 1952 roku jako dyrektor). Jego zastępcą został wieloletni kierownik stadniny Ryszard Zoppi, który kierował Stadniną Kozienice). Po śmierci Zoppiego w 1954 roku Sas Jaworski przejął zarządzanie stadniną i rolnictwem.
Z jego inicjatywy w 1951 roku powstała Sekcja Jeździecka LZS. W 1955 był jednym z twórców Stajni Wyścigowej Kozienice na Torze Wyścigów Konnych na Służewcu. Startował w pierwszych powojennych Mistrzostwach Polski w ujeżdżeniu w Sopocie w 1953 roku (wicemistrz na Akarze), ale ze względów zdrowotnych musiał się wycofać z czynnego sportu. Angażował się mocno w rozwój jeździectwa, opiekując się miejscową sekcją jeździecką, włączając się do pracy w sekcji jeździeckiej przy Głównym Komitecie Kultury Fizycznej (GKKF), brał udział w reaktywacji Polskiego Związku Jeździeckiego w 1957 roku, działał w zarządzie powstałego Warszawskiego Okręgowego Związku Jeździeckiego, organizował jeździectwo w Polsce południowej. Działał jako spiker na wielu zawodach. Był czynnym działaczem PZJ do Igrzysk Olimpijskich w Moskwie w 1980 roku. Sędzia klasy państwowej i międzynarodowej. Znany też jako organizator zawodów jeździeckich.
Zmarł 25 grudnia 2008 roku w Kozienicach. Został pochowany na Cmentarzu Powązkowskim w Warszawie.

## Osiągnięcia hodowlane w Stadninie Kozienice
Jerzy Sas-Jaworski, jako dyrektor Stadniny Kozienice wyhodował wiele koni pełnej krwi:
- 6 Derbistów (Wizjer 1952, Cedric 1958, Solalii 1961, Czerkies 1974, Skunks 1979, Chryston 1983);
- 2 konie Trójkoronowane Solali 1961 i Czerkies 1974  (są to konie, które wygrały 3 wyścigi klasyczne na torze wyścigów konnych Służewiec czyli nagrodę Rulera, nagrodę Derby i nagrodę St. Leger; w latach 1948-2024 tylko 14 koni zdobyło ten tytuł, przed wojną tylko 2 oba też z Kozienic czyli Mat 1934 i Jeremi 1938 na Polach Mokotowskich, 3 inne zdobyły tę nagrodę na torach zagranicznych: Liege w Odessie 1917, Tankred na Słowacji 2003 i Age of Jape w Czechach 2009)[6],
- zwycięzców wyścigów międzynarodowych, płaskich, przeszkodowych i steeplowych;

Wspierał również mocno rozwój jeździectwa w stolicy, wiele koni z Kozienic trafiło do rozwijającej się Sekcji Jeździeckiej CWKS Legia Kozielska. Konie z Kozienic startowały w skokach i WKKW zwłaszcza pod jeźdźcami z CWKS Legia Warszawa m.in.:
- Blekot (5 medali Mistrzostw Polski w skokach pod Janem Kowalczykiem w tym 4 złote i 1 srebrny);
- Bronz (3 medale Mistrzostw Polski w skokach pod Marianem Kozickim w tym złoty, srebrny i brązowy), startował na Igrzyskach Olimpijskich w Meksyku w 1968 roku[2];
- Tyras (srebrny medal Mistrzostw Polski w skokach pod Marianem Kozickim).
- na kozienickiej hodowli klaczy Via Vitae Wiesław Dziadczyk wygrał podczas CHIO w Olsztynie w 1969 r. konkurs potęgi skoku, pokonując wysokość 220 cm; w tymże roku ustanowił on nowy rekord Polski w skoku na wysokość (205 cm), w 1974 pod Wiesławem Dziadczykiem klacz zdobywa brązowy medal Mistrzostw Polski w skokach[2].
- w latach 1961-1977 dziewięć koni kozienickich zdobyło 17 tytułów mistrzów i wicemistrzów Polski seniorów i juniorów w skokach oraz WKKW.
- wiele ogierów hodowlanych z Kozienic zasiliło hodowlę koni sportowych w Polsce i zagranicą.

Sport robił bardzo dobrą reklamę dla Stadniny oraz Sekcji Jeździeckiej w Kozienicach (później Klub Jeździecki Skarb) co dodatkowo stymulowało sprzedaż koni z zagwarantowaniem działalności sekcji jeździeckiej. Poza sportem Jerzy Sas-Jaworski kładł duży nacisk na rolnictwo, hodowlę bydła, ryb gdyż bez tego stadnina by nie funkcjonowała. W Stadninie Kozienice pracował jako dyrektor, hodowca i rolnik do 1991 roku.

## Rodzina i odznaczenia
W 2000 odznaczony przez prezydenta Krzyżem Komandorskim Orderu Odrodzenia Polski. Będąc na emeryturze działał w Fundacji na Rzecz Tradycji Jazdy Polskiej. Prezes Towarzystwa Miłośników Konia w Polsce, które z jego inicjatywy powstało w Warszawie.
Jego syn Bohdan Sas-Jaworski był zawodnikiem w skokach, członkiem kadry narodowej, Mistrzem Polski w 1994 r. na Peryklesie, srebrnym (1983) i dwukrotnie brązowym medalistą na koniu Bremen (1979 i 1981), 3 razy startował w Mistrzostwach Świata, 9 razy w Mistrzostwach Europy, był rezerwowym na Igrzyskach Olimpijskich w Moskwie, oddaje swojego konia Bremen Marianowi Kozickiemu, który zdobywa na nim srebrny medal w drużynie.